# フロイアン
| 累代        | 代     | 紀           | 基底年代 Mya |
| ----------- | ------ | ------------ | ------------ |
| 顕生代      | 新生代 | 第四紀       | 2.58         |
| 顕生代      | 新生代 | 新第三紀     | 23.03        |
| 顕生代      | 新生代 | 古第三紀     | 66           |
| 顕生代      | 中生代 | 白亜紀       | 145          |
| 顕生代      | 中生代 | ジュラ紀     | 201.3        |
| 顕生代      | 中生代 | 三畳紀       | 251.902      |
| 顕生代      | 古生代 | ペルム紀     | 298.9        |
| 顕生代      | 古生代 | 石炭紀       | 358.9        |
| 顕生代      | 古生代 | デボン紀     | 419.2        |
| 顕生代      | 古生代 | シルル紀     | 443.8        |
| 顕生代      | 古生代 | オルドビス紀 | 485.4        |
| 顕生代      | 古生代 | カンブリア紀 | 541          |
| 原生代      | 原生代 | 原生代       | 2500         |
| 太古代      | 太古代 | 太古代       | 4000         |
| 冥王代      | 冥王代 | 冥王代       | 4600         |
| 1. 2. 3. 4. |        |              |              |

フロイアン（英: Floian）は、国際層序委員会によって定められた地質学用語である、地質時代名の一つ。4億7770万年前（誤差140万年）から4億7000万年前（誤差140万年）にあたる、前期オルドビス紀を二分した後期である。前の期はオルドビス紀の最初の期であるトレマドキアン、次の期は中期オルドビス紀前期であるダーピンジアン。日本語ではフロー期とも呼ばれる。
フロイアンからダーピンジアンにかけては世界的に海水準が低下し、コノドントの大規模な絶滅も記録されており、地史学的にも重要な時代である。

## 層序学的定義
フロイアン階の基底はスウェーデンのヴェステルイェートランド地方のDiabasbrottet採石場に位置するGSSPでフデイシテトラグラプトゥス・アプロクシマトゥスの初出現として定義される。国際標準模式層断面及び地点はDiabasbrottetクオリー(北緯58度21分32秒 東経12度30分09秒 / 北緯58.3589度 東経12.5024度)で、主に頁岩が層位的に連続した露頭である。名称はスウェーデン南部のヴェステルイェートランド地方の村Floに由来し、2004年にフローアン（英: Floan）が提案されたが、国際層序委員会はフロイアンを正式名称に採用した。

## 生物
フロイアン期には、カンブリア紀中頃以降でよく見られた微生物優先型から、骨格生物優先型に移行した、新しいタイプの生物礁の形成も進んでいた。中国南部の三峡地域では直前の期であるトレマドキアン期の時点で既に海綿動物-ストロマトライト・海綿動物-微生物・海綿動物-外肛動物・外肛動物-有柄類礁といった4タイプの礁が確認されている一方、中期トレマドキアンの貴州省桐梓県や安徽省東至県にはストロマトライト礁のみが発達し、骨格生物に富む生物礁は三峡地域に限られていた。後期トレマドキアンから前期フロイアンにかけて外肛動物や海綿動物などの骨格生物が東至・桐梓地域に進出し、三峡・桐梓地域ではストロマトライト礁が衰退することとなった。なお、紅花園層の上位に存在する大湾層では礁の形成は確認されていない。

## 地層の分布
マレーシアのラングン島南東部セクション下部約55メートル地点からはコノドントのA群集が得られており、その構成種 Triangulodus larapintinensis や Drepanoistodus costatus などを北アメリカや北大西洋の群集帯と対比させて、A群集の化石年代は後期フロイアンと見積られた。A群集と同研究で得られたB群集は共に浅海・熱帯性の古生物地理区に属することが分かっている。また、ラングン島は主にカキブキ累層の石灰岩で構成されており、前期から中期オルドビス紀にかけて陸棚上の炭酸塩プラットフォームで形成されたと見られている。
日本ではウラン238を利用したウラン・鉛年代測定法により、飛騨外縁帯に属する岐阜県高山市の一重ヶ根層の露頭の層序的最下位がフロイアン末の約4億7200万年前（誤差1700万年）に相当することが示されている（なお、同じ一重ヶ根層と考えられていた別のサンプルはジュラ紀と白亜紀末に相当することが確かめられ、一重ヶ根層とは独立した別の地層であることが示唆されている）。誤差が大きいものの、これはコノドント化石に基づいて中期オルドビス系とされていた記録を塗り替え、陸棚相の地層の年齢としては日本最古を記録した。ただし、火成岩ではこれよりも古い時代のものが報告されている。さらに東北日本の南部北上帯からもこれよりも以前の前期オルドビス紀の砕屑性ジルコンが報告されており、中期オルドビス紀ごろの日本では広範囲で陸棚相が堆積したと推定される。。